# Christianismi Restitutio
Christianismi Restitutio (em português, A Restauração do Cristianismo) foi um livro publicado em 1553 por Miguel Servet. Ele rejeitou a doutrina Cristã da Trindade e o conceito de predestinação, consideradas fundamentais para o Cristianismo, desde o tempo de santo Agostinho e enfatizada por João Calvino em sua magnum opus, Institutio Christianae Religionis. Servet argumentou que Deus não condena ninguém que não condene a si mesmo por meio do pensamento, palavra ou ação. Ela também continha, aliás, e a título de ilustração, inovador pontos de vista sobre a circulação pulmonar , que desafiou os errôneos ensinamentos de Galeno.

## Recepção
Após o envio de um esboço inicial de Christianismi Restitutio  para o teólogo João Calvino, Servet foi preso pela Inquisição em Vienne, mas conseguiu escapar da prisão. No entanto, foi capturado posteriormente em Genebra e considerado culpado de propagação de heresias. Em 27 de outubro de 1553, ele foi queimado na fogueira em Genebra.
Quase todos os exemplares do livro foram queimados logo após a sua publicação. Porém três cópias sobreviveram e estão atualmente mantidos na Bibliothèque nationale de France, na Biblioteca Universitária de Edimburgo e na Biblioteca Nacional Austríaca.

## Relevância não teológica
A discussão de Servetus acerca da circulação pulmonar, na Christianismi Restitutio , em meados do século XVI, foi reconhecida por médicos como a mais precisa e completa descrição naquele momento. Desde a descoberta foi suprimida com o trabalho teológico em que foi incorporado. A função da circulação pulmonar foi esquecido até ser publicada por Sir William Harvey, setenta e cinco anos mais tarde, em sua obra De Motu Cordis.[carece de fontes?]

## Leitura complementar
- Fora das Chamas: A Notável História de um Destemido Estudioso, Um erro Fatal de Heresia e Um dos mais Raros Livros do Mundo por Lawrence Goldstone e Nancy Bazelon Goldstone. Nova York: Broadway Books, 2002. Republicado como: Fora das Chamas: A História de Um dos mais Raros Livros do Mundo, e Como ele Mudou o Curso da História por Lawrence Goldstone e Nancy Goldstone. Londres: 2003.